# John Gollings
John Gollings (né en 1944 à Melbourne) est un photographe australien.
Il se distingue dans la photographie d'architecture et la photographie de paysage. Le livre Beautiful Ugly a été publié par Thames & Hudson pour les quarante ans de sa carrière.

## Source
- (en) Cet article est partiellement ou en totalité issu de l’article de Wikipédia en anglais intitulé « John Gollings » (voir la liste des auteurs).